# Họ Hươu cao cổ
Họ Hươu cao cổ (Giraffidae) là một họ động vật có vú móng guốc chẵn có cùng chung tổ tiên với Họ Trâu bò. Họ này từng là một nhóm đa dạng lan rộng khắp lục địa Âu Á và Châu Phi, nhưng hiện nay chỉ còn hai loài còn sinh tồn là hươu cao cổ và hươu đùi vằn (okapi). Cả hai loài này đều sinh sống trong phạm vi khu vực châu Phi hạ Sahara: hươu cao cổ sinh sống trong các thảo nguyên rộng mở, còn hươu đùi vằn thì sinh sống trong các khu rừng nhiệt đới dày đặc thuộc Congo. Hai loài này trông rất khác nhau khi mới nhìn, nhưng lại chia sẻ một số đặc điểm chung, bao gồm lưỡi sẫm màu và dài, răng nanh có thùy, và các sừng được che phủ bởi da.
Họ Giraffidae chia sẻ nhiều đặc trưng chung với các loài động vật nhai lại khác. Chúng có các móng guốc chẻ đôi và các xương bàn tay thứ ba lớn, giống như ở trâu, bò và dạ dày bốn túi phức tạp. Chúng không có răng cửa và răng nanh ở hàm trên, được thay thế bằng tấm đệm dạng sừng và dai. Chúng có khe hở đặc biệt dài giữa các răng đằng trước và các răng ở má. Các răng hàm của chúng thích nghi với việc nghiền các thức ăn thực vật dai. Hành vi của 2 loài còn sinh tồn ít có điểm chung, có lẽ là do sự khác biệt trong môi trường sống và sinh thái của chúng.
Các họ hàng hóa thạch gần nhất của chúng bao gồm họ Palaeomerycidae và họ Climacoceratidae trông tương tự như hươu, nhiều chi của họ thứ hai từng có thời được nhận dạng thành hươu cao cổ. Các mẫu hóa thạch chỉ ra rằng nhiều loài dạng hươu cao cổ từng phát triển thịnh vượng từ thế Miocen (khoảng 20 triệu năm trước) cho tới gần đây. Một nhóm lớn dạng hươu cao cổ đã tuyệt chủng, Sivatherium, có các nón sừng phân nhánh đủ rõ và có thể trông giống như những con hươu to hơn là giống hươu cao cổ.
Các họ hàng gần khác của Họ Giraffidae là các thành viên khác của phân bộ Ruminantia, bao gồm trâu, bò, dê, cừu và linh dương.

## Phân loại
- Bộ Guốc chẵn (Artiodactyla)
  - Phân bộ Suina: lợn và lợn lòi Pecari
  - Phân bộ Tylopoda: lạc đà và lạc đà không bướu
  - Phân bộ Ruminantia
    - Cận bộ Tragulina
      - Họ Tragulidae: cheo cheo
      - Cận bộ Pecora
      - Họ Moschidae: hươu xạ
      - Họ Cervidae: hươu và nai
      - Họ Antilocapridae: Linh dương gạc nhiều nhánh
      - Họ Bovidae: trâu, bò, dê, cừu và linh dương
      - Họ †Gelocidae
      - Họ †Hoplitomerycidae
      - Siêu họ Giraffoidea
        - Họ †Climacoceratidae
          - †Climacoceras
          - †Prolibytherium
          - †Orangemeryx
          - †Propalaeoryx
          - †Nyanzameryx
          - †Sperrgebietomeryx
          - †Canthumeryx?

        - Họ †Palaeomerycidae
          - †Climacomeryx
          - †Amphitragulus
          - †Asiagenes
          - †Sinclairomeryx
          - †Aletomeryx
          - †Drepanomeryx
          - †Rakomeryx
          - †Dromomeryx
          - †Subdromomeryx
          - †Barbouromeryx
          - †Bouromeryx
          - †Procranioceras
          - †Cranioceras
          - †Pediomeryx
          - †Yumaceras
          - †Palaeomeryx
          - †Ampelomeryx
          - †Oriomeryx
          - †Triceromeryx

        - Họ Giraffidae
          - †Bohlinia
          - Chi Hươu cao cổ, Giraffa
          - †Giraffokeryx
          - †Helladotherium
          - †Honanotherium
          - Hươu đùi vằn, Okapia johnstoni
          - †Paleotragus
          - †Sivatherium
          - †Samotherium
          - †Shansitherium
          - (và nhiều chi tuyệt chủng khác)

## Thư viện ảnh

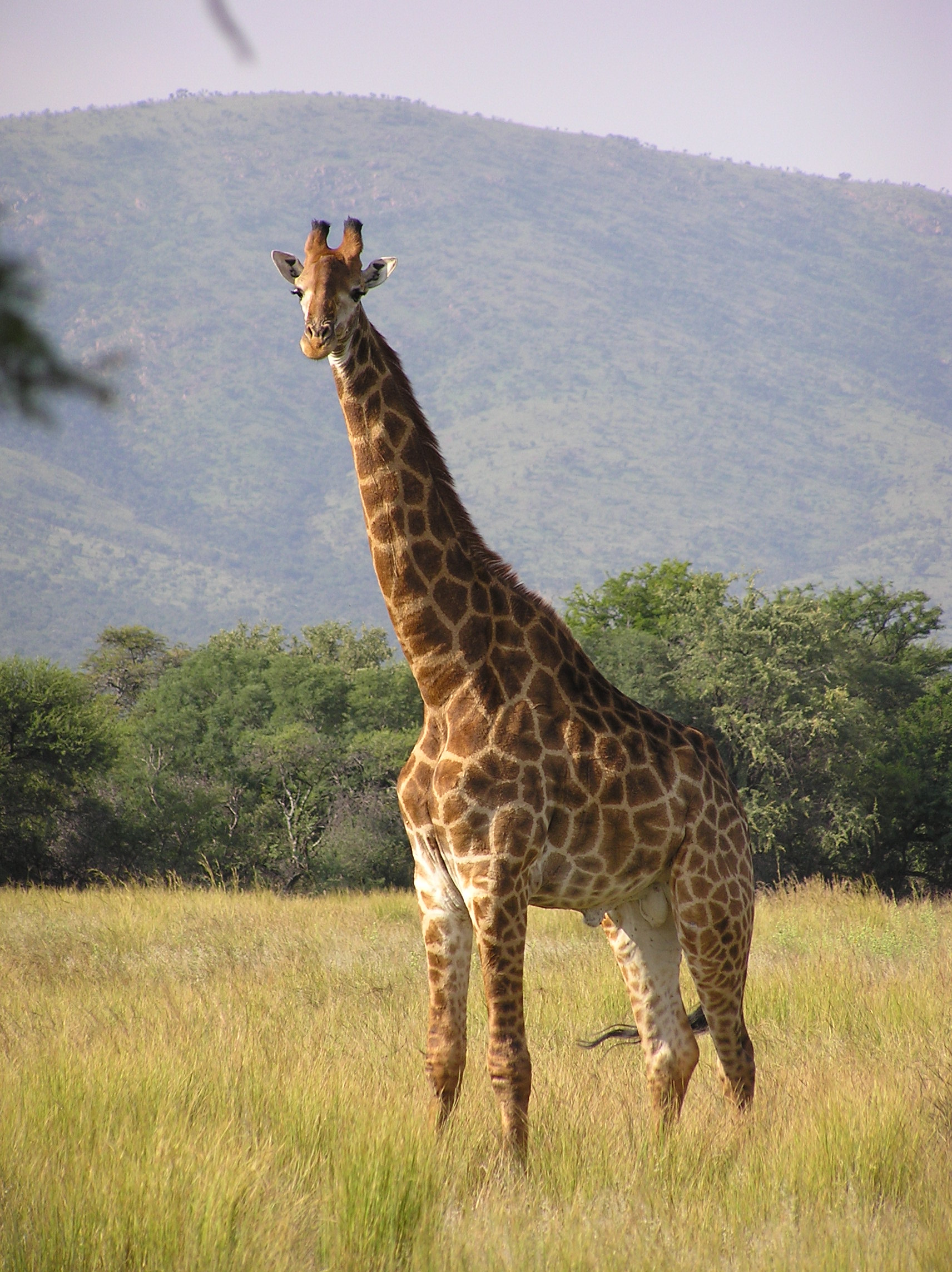
Hươu cao cổ
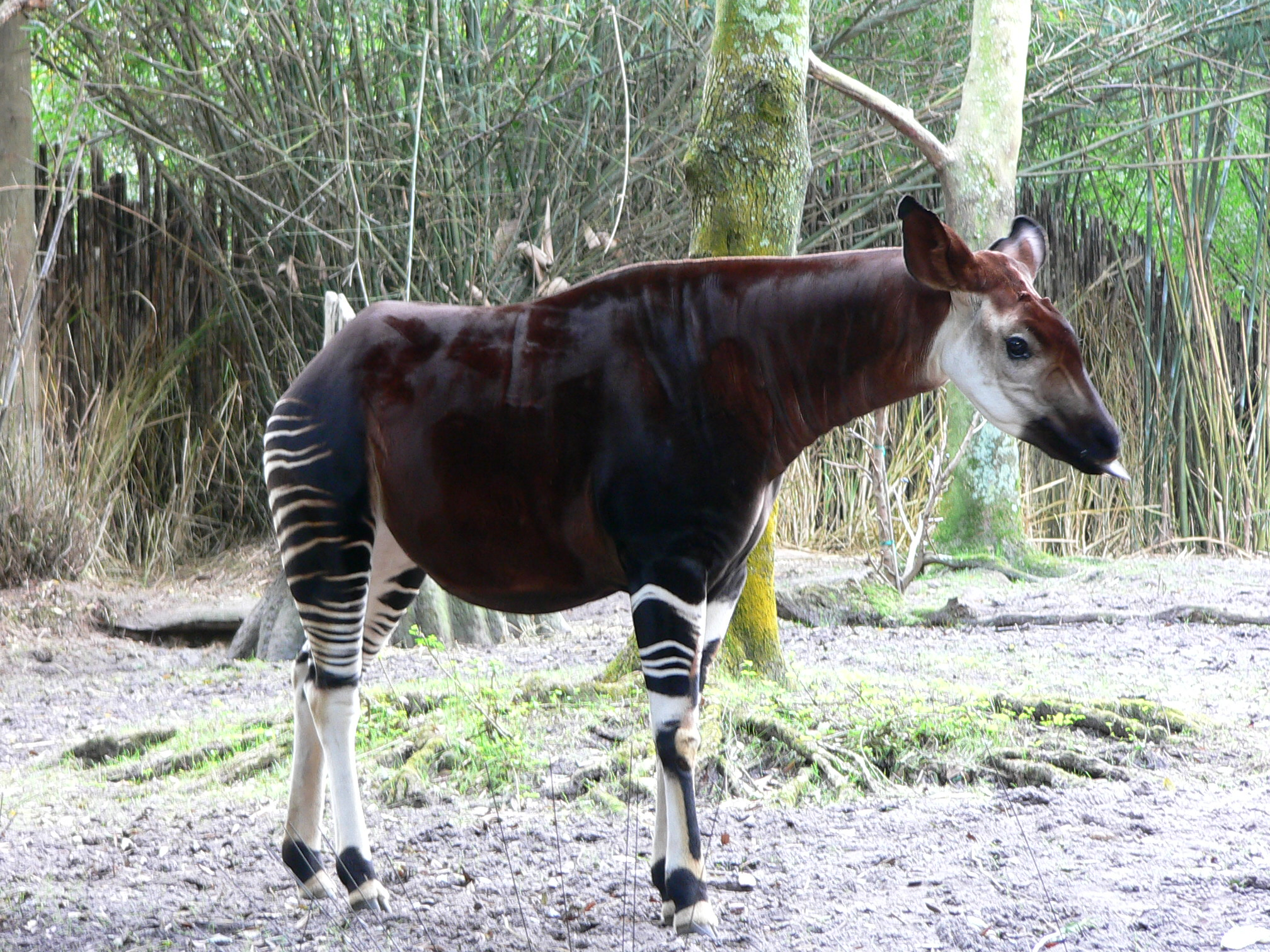
Hươu đùi vằn
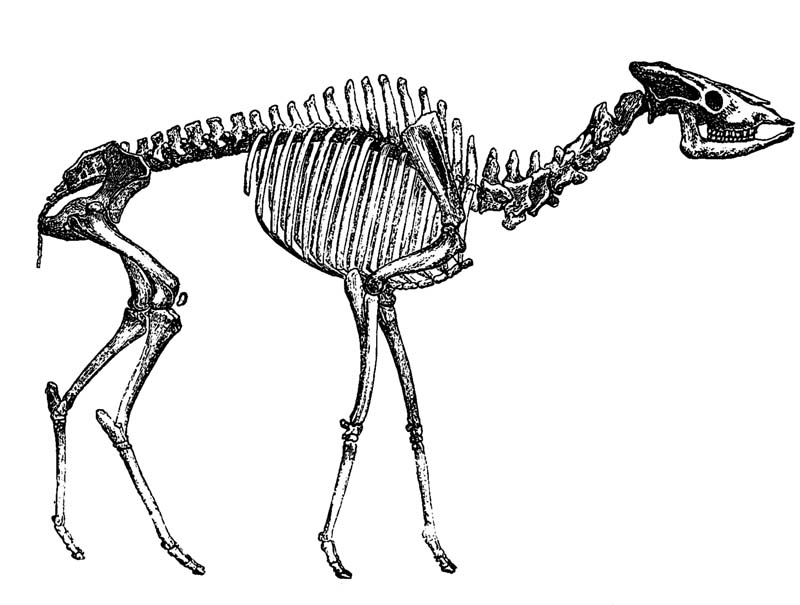
Bộ xương của Helladotherium (đã tuyệt chủng)